# Kaludra (Rekovac)
Kaludra (em cirílico: Калудра) é uma vila da Sérvia localizada no município de Rekovac, pertencente ao distrito de Pomoravlje, na região de Šumadija, Levač. A sua população era de 285 habitantes segundo o censo de 2011.

## Demografia
| 1948 | 1953 | 1961 | 1971 | 1981 | 1991 | 2002 | 2011 |
| ---- | ---- | ---- | ---- | ---- | ---- | ---- | ---- |
| 842  | 849  | 811  | 674  | 583  | 454  | 327  | 285  |